# Hald Hovedgård
Hald Hovedgaard, ofte bare kaldt Hald, er en gammel herregård ved Hald sø i Dollerup Sogn ved Viborg. Herregården er placeret midt i området De fem Halder. 
I dag opleves Hald som fjernt fra magtens centrum, men tidligere har området befundet sig strategisk velplaceret i begivenhedernes centrum. Mange dramaer i nordeuropæisk magtpolitisk og religiøs historie fra middelalderen og frem har sat deres aftryk, og området rummer borgbanker fra 1200-, 1300- og 1500-tallet og resterne af en herregård fra slutningen af 1700-tallet. 

## Den ældste borg, der aldrig blev færdig
Gammel Hald ville have været en imponerende borg, hvis den var blevet bygget færdig. Borgbanken har en diameter på ca. 80 meter og var omgivet af en 2,5 meter dyb indre voldgrav. Nye undersøgelser tyder på, at borgen er fra tidrummet 1250-1300. Det vides ikke, hvem der var bygherre, men et gæt er den tyske slægt Eberstein, som havde interesser i området i begyndelsen af 1300-tallet. Viborg Museums udgravninger viser, at bygherren anlagde en kampstenskælder og to hypokauster, der var datidens varmluftanlæg til opvarmning af fornemme bygninger.

## Niels Bugges borg - begyndelsen til Hald Slot
Ved Viborg Museums arkæologiske udgravninger i 2017 og 2018 under de nuværende ruiner af Hald Slot blev der ca. 2–3 m under borggården påvist spor af en borgbanke med en tørveopbygning kantet af egepæle, der var fældet i vinteren 1347‑48, og som utvivlsomt knytter sig til Niels Bugges borgbyggeri. Før undersøgelserne i 2017-18 var det ellers opfattelsen, at Niels Bugges borg var identisk med den store borgbanke, som findes ca. 900 m mod vest (ved Niels Bugges Kro). Denne borgbanke blev fra 1936-2019 kaldt Niels Bugges Hald og gav navn til kroen, men fra maj 2019 er navnet atter ændret tilbage til Gammel Hald ved Danske Stednavne, da Viborg Museums arkæologiske undersøgelser 2016 og 2018 havde påvist, at Gammel Hald er en aldrig færdigbygget borg fra 1250-1300, dvs. fra tiden før Niels Bugge i 1346 købte Hald.

### Brattingsborg eller Valdemars Skanse
Kong Valdemar Atterdag (1320-1375) anlagde efter alt dømme Brattingsborg som et belejringsanlæg i 1372 for at erobre Hald. Det er foreslået, at der på den største af de to voldbanker blev bygget en stor kastemaskine, også kaldet en blide. På det tidspunkt var borgen på Hald i hænderne på Godskalk Skarpenberg, som var svigersøn til den afdøde Niels Bugge. Det lykkedes Valdemar Atterdag at erobre Hald, og borgen overgik til kongemagten.

### Bispen bygger på Hald
I 1393 gav Margrete 1. Hald til Viborg bispestol på den betingelse, at borgen skulle rives ned og materialerne bruges til Vor Frue kapel ved Viborg Domkirke. Viborg bisperne bygger på stedet i 1400-tallet, eftersom undersøgelser har påvist i hundredvis af nedrammede egepæle i søbunden omkring hele halvøen, hvoraf flere er dateret til 1423.

### Bisp Jørgen Friis bygger borg i 1520’erne
Viborgs sidste katolske biskop, Jørgen Friis lod opføre en moderne borg på stedet i 1520’erne. Borgen blev bygget i forbindelse med urolighederne omkring indførelsen af den lutherske reformation i Danmark, der allerede fra 1526 satte afgørende præg på Viborg.

### Lensmandssæde 1536-1662
Efter reformationen 1536 overgik borgen til kronen, og indtil 1662 var den sæde for skiftende lensmænd, som administrerede et meget stort område, der fra Limfjorden i nord strakte sig sydover i en halvcirkel øst og vest omkring Viborg. Dertil kom hele øen Mors. Geografisk var Hald Len blandt de største i landet. Hald blev i 1664 solgt til brødrene de Lima, da kronen bortsolgte store dele af sine besiddelser til dækning af den enorme gæld, der var en følge af Svenskekrigene. Slottets bygninger blev revet ned i 1703, da Gregers Daa i 1703 overtog Hald.

## Gregers Daas Hovedgård
Generalmajor Gregers Daa (1658-1712) lod opføre en ny hovedgård mellem 1703 og 1712 på det sted, hvor parken ligger til den nuværende Hald Hovedgård. Han opførte en stor hvidkalket bindingsværksgård med lader, stalde og en brolagt gårdsplads i byggematerialer fra bl.a. det gamle Hald Slot. Hovedbygningen lå der, hvor de to hvide pavilloner står. Der er intet bevaret af selve Daas Herregård i dag.

## Frederich Schinkels Hovedgård
Hald Hovedgård blev opført i 1787 af landsdommer Frederich Schinkel (1719-94). Schinkel var kendt under navnet ”Den gale Schinkel” og ”Bondeplageren”, da han efter sigende var en hård og stridbar mand. Den markante murstensbygning blev oprindeligt bygget som portbygning
til Daas Herregård, som stort set blev revet ned i starten af 1800-tallet. Man kan stadig se sporene af køreporten over havedøren midt på bygningen. Portbygningen blev i begyndelsen af 1800-tallet indrettet til beboelse af Ove Høegh-Guldberg (1731-1808), og det er tænkeligt, at det også er ham, der opførte de to hvide pavilloner i haven.

## Hald i dag
De fredede herregårdsbygninger har fra 1975 været hjemsted for "Den selvejende Institution Hald". Den etableredes som "et folkeligt, pædagogisk og kulturelt samlingsted" stiftet bl.a. af forlægger K.E. Hermann (Forlaget Arena) og forfatteren, museumsleder Peter Seeberg. Institutionen blev først af gavn og i 2002 af navn til Det Danske Forfatter- og Oversættercenter, som tilbyder danske forfattere, oversættere og illustratorer gratis arbejdsophold.
Det Danske Forfatter- og Oversættercenter er også et lille kulturelt kursuscenter og lejlighedsvis arrangør af litterære arrangementer
Hald Hovedgård blev også i 1975 hjemsted for K.E. Hermanns Arena, Forfatternes Forlag, den litterære institution uss og Arkiv for Ny Litteratur med forfatteren Peter Seebergs arkiv og Arenas forlagsarkiv (se www.arkivetpaahald.dk).
De øvrige avlsbygninger, som er af nyere dato, huser en naturskole samt et pilgrimsherberg.
Godset råder over cirka 973 hektar jord, som bortset fra skoven drives som økologisk landbrug af Naturstyrelsen.
Viborg Museum driver en digital udstilling i Haldladen og står for al offentlig formidling af områdets spændende magthistorie - lige fra guidede ture, gådejagter, skoletjeneste mm.
I det naturskønne område kan man på 2-3 km. vandring tilbagelægge 800 års danmarkshistorie fra middelalderens borge over skiftende tiders herregårdsanlæg til nutidens litterære mødested, herberg og naturskole på Hald Hovedgård.

## Ejere af Hald
- (1300-1328) Ludvig Albertsen Eberstein.
- (1328) Margrethe Ludvigsdatter Eberstein.
- (1328-1346) Peder Ludvigsen Eberstein.
- (1346-1359) Niels Bugge Nielsen.
- (1359) Elisabeth Nielsdatter.
- (1359-1370) Gotskalk Skarpenberg.
- (1370-1387) Timme Limbek.
- (1387-1393) Kronen.
- (1393-1521) Viborg Bispestol.
- (1521-1536) Jørgen Andersen Friis.
- (1536-1664) Kronen.

Kongelige lensmænd i perioden 1536-1664:
- (1540) Henrik Rantzau (lensmand).
- (1540-1541) Henrik Jørgensen Blome (lensmand).
- (1541) Hans Jørgensen Blome (lensmand).
- (1541-1544) Christoffer Stygge Rosenkrantz (lensmand).
- (1544-1569) Otto Krumpen Rosenkrantz (lensmand).
- (1569-1573) Corfitz Viffert (lensmand).
- (1573-1583) Niels Jonsen Viffert (lensmand).
- (1583-1585) Niels Skram (lensmand).
- (1585-1592) Jørgen Skram (lensmand).
- (1592-1596) Henrik Below.
- (1596-1601) Jørgen Friis.
- (1601-1611) Christen Holck (lensmand).
- (1611-1612) Kjeld Krabbe (lensmand).
- (1612-1637) Knud Gyldenstierne (lensmand).
- (1637-1648) Jørgen Seefeld (lensmand).
- (1648-1653) Frantz Pogwisch (lensmand).
- (1653-1655) Enkefru Hilleborg Krafse (lensmand).
- (1655-1656) Mogens Arenfeldt (lensmand).
- (1656-1658) Ulrik Christian Gyldenløve (lensmand).
- (1658-1660) Ove Gjedde (lensmand).
- (1660-1661) Enkefru Dorthe Urne (lensmand).
- (1661-1664) Ebbe Gyldenstierne.

1664 overdrager kronen Hald til private.
- (1664-1680) Jacob Isak de Lima / Samuel de Lima.
- (1680-1687) Samuel de Lima.
- (1687-1703) Enkefru de Lima.
- (1703-1712) Gregers Daa.
- (1712-1717) Ove Henrik Juel-Rysensteen.
- (1717-1736) Jens Jørgensen Seerup.
- (1736-1739) Enevold Heug.
- (1739-1745) Christen Enevoldsen Heug.
- (1745-1750) Vilhelm baron Gyldenkrone.
- (1750-1794) Frederich Schinkel.
- (1794) Charlotte Amalie Schinkel.
- (1794-1798) Martinus Braëm (gennem ægteskab med Charlotte Amalie Schinkel).
- (1798-1808) Ove Høegh-Guldberg.
- (1808-1810) Henrik Mule Hoff.
- (1810-1826) Jacob Engerslev Rosborg / C. Tolstrup.
- (1826-1847) Jacob Engerslev Rosborg.
- (1847-1851) Staten.
- (1851-1881) Frederik Anton Monrad Johansen Krabbe.
- (1881-1892) Christopher Frederiksen Krabbe.
- (1892-1919) Aage Christophersen Krabbe.
- (1919-1922) Steen Giebelhausen.
- (1922-1923) Holger Marthinsen.
- (1923-1932) Frederik Voetmann.
- (1932-1936) Holger Martinsen.
- (1936 -1943) Poul Arkner (født Andersen).
- (1943-1944) M. Mikkelsen.
- (1944) R. Kristensen.
- (1944-1948) Thomas C. Kristensen.
- (1948-) Staten.

## Litterære referencer
- Hald Hovedgaard danner rammen om Steen Steensen Blichers historie, Jøderne på Hald, som indledes med en kort, men ukorrekt, gennemgang af områdets historie. Blichers novelle Eneste Barn foregår også på Hald. Den omhandler med litterære friheder Charlotte Schinkels historie. Hun var datter af "den gale landsdommer", Frederich Schinkel. Blicher var på sin mors side i familie med Schinkel og kom på Hald i sin barndom.